# Il segno della pace/Non la posso perdonare
Il segno della pace/Non la posso perdonare è il terzo singolo del gruppo musicale italiano Jet, pubblicato dalla Durium nel 1972. Il brano presente sul lato B era già stato pubblicato come lato A del singolo precedente.

## Tracce
Testi e musiche di Felice Piccarreda, Renzo Cochis e Piero Cassano; edizioni musicali Durium.
1. Il segno della pace – 3:10
2. Non la posso perdonare – 2:58

## Formazione
Gruppo
- Carlo Marrale – chitarra, voce
- Piero Cassano – tastiere
- Aldo Stellita – basso, voce
- Renzo Cochis – batteria

Altri musicisti
- Antonella Ruggiero e Marva Jan Marrow – cori